# S.E.L.F.I.S.H
『S.E.L.F.I.S.H』（セルフィッシュ）は、大脇愛の2枚目のミニ・アルバム。2016年1月27日にZIP NEXTから発売された。

## 解説
ミニ・アルバムの前作『Lip Stick』から約1年7ヶ月ぶりのリリース。CDの1形態でリリース。通常盤の他にジャケット写真が異なるライブ会場限定盤がある。
プロデューサーは名古屋出身の3人組音楽ユニット「カルテット」のDJであるAViA。
収録曲のうち1. 始まりのMISTAKE、5. S.E.L.F.I.S.Hのミュージックビデオと3. 嘘つきのパラドクスのライブショートバージョンムービーが公式YouTubeチャンネルに掲載されている。

## 収録曲
| CD |                                   |                         |      |
| 1  | 始まりのMISTAKE                   | 作詞・作曲：AViA、SAMON | 4:09 |
| 2  | LOVE DROPS                        | 作詞：Am 作曲：K-beatz  | 4:34 |
| 3  | 嘘つきのパラドクス                | 作詞・作曲：AViA、SAMON | 4:48 |
| 4  | 月と歩く夜に                      | 作詞・作曲：AViA、SAMON | 5:15 |
| 5  | S.E.L.F.I.S.H                     | 作詞・作曲：AViA、SAMON | 4:03 |
| 6  | Lip Stick (AViA & JOYHOLiC Remix) | 作詞・作曲：AViA、SAMON | 3:35 |

## 発売形態
| 形態 | 発売日        | 品番      | 備考                                                       |
| ---- | ------------- | --------- | ---------------------------------------------------------- |
| CD   | 2016年1月27日 | ZINE-1013 | 通常盤の他にジャケット写真が異なるライブ会場限定盤がある。 |